# Pristimantis ornatissimus
Pristimantis ornatissimus là một loài động vật lưỡng cư trong họ Strabomantidae, thuộc bộ Anura. Loài này được Despax mô tả khoa học đầu tiên năm 1911.